# Osservatorio di Lomnický Štit
L'Osservatorio di Lomnický Štit è un osservatorio astronomico situato in alta quota sul monte Lomnický Štit, una delle vette più alte appartenenti alla catena montuosa degli Alti Tatra, in Slovacchia. La struttura appartiene all'Istituto Astronomico dell'Accademia delle Scienze Slovacca ed è stato istituito come filiale dell'osservatorio astronomico di Skalnaté Pleso, che iniziò le proprie attività nel 1943. La nascita dell'osservatorio astronomico segue la fondazione, nel 1940, di una stazione meteorologica a Lomnický Štit ad un'altitudine di 2632 m s.l.m.: in concomitanza con l'istituzione dell'Anno geofisico internazionale, 1957, fu avviata la creazione di una stazione osservativa per lo studio della corona solare nel medesimo sito dove aveva sede la stazione meteorologica. La costruzione ha richiesto cinque anni, dal 1957 al 1962. Nel 1964 fu installato un coronografo, il primo ad essere collocato in alta quota, il quale ha permesso di effettuare osservazioni continue degli spettri di emissione della corona solare.
Nel 1970 la stazione fu dotata di un telescopio per l'osservazione del sole in luce H-alpha installato parallelamente al coronografo per osservare le protuberanze solari.
Dal 1981 è ininterrottamente attivo un programma di monitoraggio dei raggi cosmici, facente capo all'istituto di fisica sperimentale dell'accademia di Košice. Nel 2011 è stato installato un nuovo strumento su uno dei coronografi: un polarimetro multicanale coronale (CoMP-S) e uno strumento per lo studio della cromosfera, il Solar Chromospheric Detector (SCD).
L'asteroide 3168 Lomnický Štít è intitolato alla stazione osservativa.

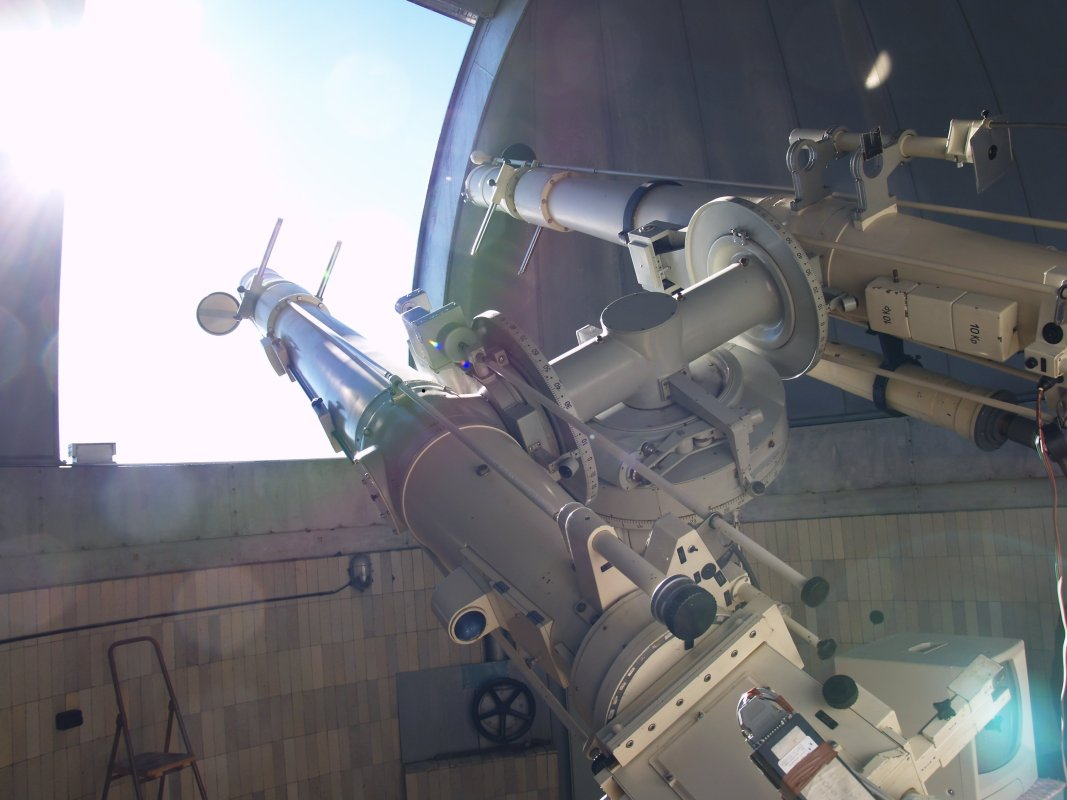
Coronografi dell'osservatorio

## Strumentazione
- Coronografo (D = 20 cm, F = 4 m, 1964) e spettrografo
- Telescopio H-alpha per lo studio delle protuberanze solari (1970)
- Rilevatore di raggi cosmici (1981)